# Иља Кутепов
Иља Олегович Кутепов (рус. Илья Олегович Кутепов; Ставропољ, 29. јул 1993) професионални је руски фудбалер који игра у одбрани на позицији центархалфа. Члан је фудбалског клуба Спартак из Москве и репрезентације Русије.

## Клупска каријера
Кутепов је професионалну фудбалску каријеру започео играјући за екипу Академије из Тољатија са којом се током две сезоне такмичио у руској трећој лиги. У лето 2012. потписује вишегодишњи професионални уговор са московским Спартаком, за чији први тим је дебитовао 10. децембра исте године у првенственој утакмици против Рубина. Прве три сезоне играо је у резервном развојном тиму који се такмичио у другој лиги, а у први тим Спартака враћа се тек 1. новембра 2015. у првенственој утакмици против Урала. Стандардни је првотимац Спартака од сезоне 2016/17, а исте сезоне остварио је и највећи успех у професионалној каријери освојивши титулу националног првака. 

## Репрезентативна каријера
Пре дебија у сениорској репрезентацији Русије играо је за све млађе категорије руског националног тима, а на списку сениорске репрезентације први пут се нашао у августу 2016. за пријатељске утакмице против Гане и Турске (није улазио у игру ни на једној од те две утакмице). За репрезентацију је као стартер дебитовао 9. октобра 2016. на пријатељској утакмици против Костарике фудбалска репрезентација Костарике коју су Руси изгубили резултатом 3:4. 
Био је део руске репрезентације и на Купу конфедерација 2017, али није одиграо ни једну од три званичне утакмице на том такмичењу. Селектор Станислав Черчесов уврстио је Кутепова на коначни списак играча за Светско првенство 2018. чијо домаћин је била управо Русија.

## Успеси и признања
Спартак Москва
- Руска Премијер лига (1): 2016/17.
- Руски суперкуп (1): 2017.